# اوکسانا لیاپینا
اوکسانا لیاپینا (روسی: Оксана Васильевна Ляпина؛ زادهٔ ۲۸ آوریل ۱۹۸۰) ژیمناست هنری اهل روسیه است.